# Dorothy Burgess
Dorothy Burgess (Los Angeles, 4 marzo 1907 – Riverside, 21 agosto 1961) è stata un'attrice statunitense.

## Biografia
Figlia di un importante uomo d'affari e di Grace Bainter, sorella della nota attrice Fay Bainter, Dorothy Burgess studiò pittura e scultura nella Mrs. Dow's School di New York. Fu la zia a introdurla nel mondo dello spettacolo: nel 1926 recitò a Broadway nella commedia The Adorable Liar, e l'anno dopo fu la protagonista del musical Bye, Bye, Bonnie e della commedia Synthetic Sin. Nel 1928 era nella compagnia teatrale di George Cukor e George Kondolf esibendosi nel Lyceum Theatre di Rochester.  
Nel 1929 recitò da protagonista Lulu Belle nel Belasco Theater di Los Angeles. Da questo personaggio afroamericano passò a interpretare in The Broken Wing il ruolo di una ragazza messicana. La parte della donna latina le fu affidato più volte sullo schermo, a partire dal primo film, Notte di tradimento (1928), e proseguendo con Lasca of the Rio Grande (1931), The Stoker e Out the Singapore (1932), fino a Black Moon (1934). 
Dal 1928 al 1935 partecipò a 39 film, di cui 14 nel 1933 e 10 nel 1934. Tale attività frenetica viene spiegata anche come reazione all'incidente stradale in cui, il 23 dicembre 1932, una ragazza morì e un'altra rimase ferita in uno scontro con l'auto guidata dell'attrice, che rimase illesa. Denunciata per omicidio colposo, fu condannata a un risarcimento in denaro. Dopo il 1935 abbandonò le scene, che tornò a frequentare per interpretare ruoli minori in pochi film dal 1940 al 1943.  
Non si sposò mai. Dal 1932 ebbe una breve relazione con il regista Clarence Brown, che la diresse nel film Volo di notte, e dal 1934 con un ricco gioielliere newyorkese. Morì nel 1961, a 54 anni, nel Riverside County General Hospital, dove era stata ricoverata per l'aggravarsi della sua tubercolosi. È sepolta nell'Olivewood Memorial Park di Riverside.

## Filmografia

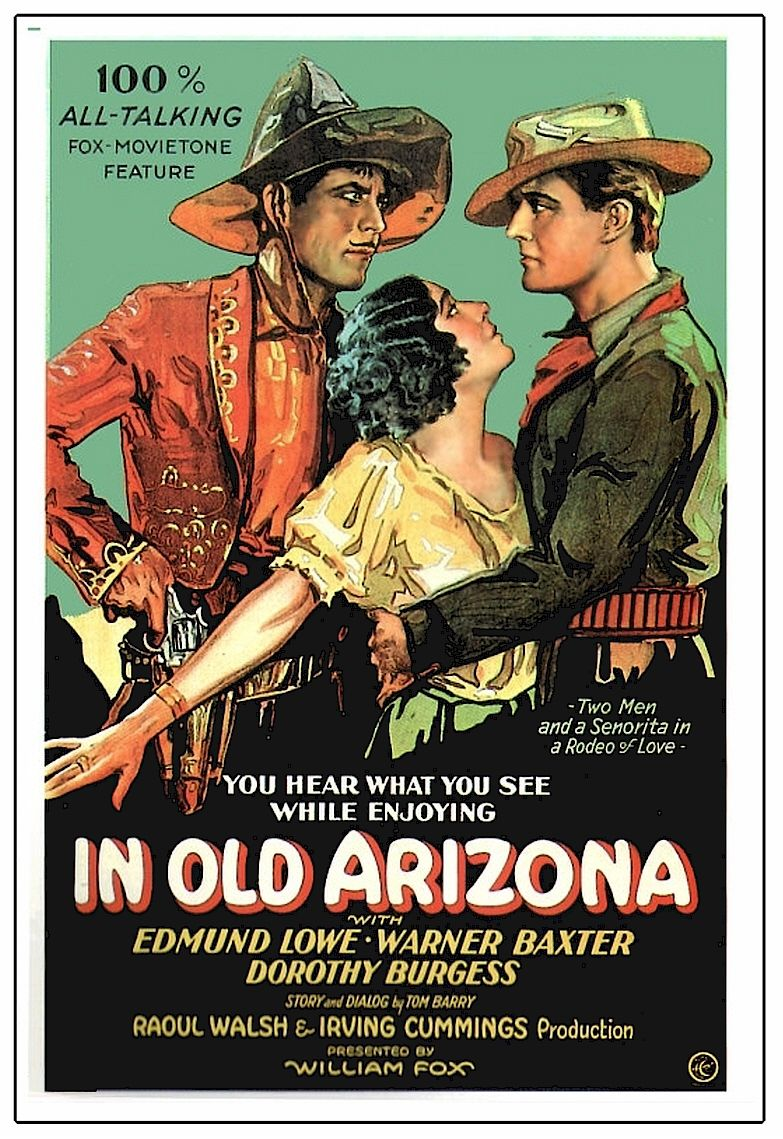
Poster del film In Old Arizona

### Cinema
- Notte di tradimento (In Old Arizona), regia di Irving Cummings e Raoul Walsh (1928)
- Potenza occulta (Protection), regia di Benjamin Stoloff (1929)
- Pleasure Crazed, regia di Donald Gallaher e Charles Klein (1929)
- Sinfonia d'amore (A Song of Kentucky), regia di Lewis Seiler (1929)
- Il trapezio della morte (Swing High), regia di Joseph Santley (1930)
- Recaptured Love, regia di John G. Adolfi (1930)
- Oh! Oh! Cleopatra, regia di Joseph Santley - cortometraggio (1931)
- Lasca of the Rio Grande, regia di Edward Laemmle (1931)
- Taxi!, regia di Roy Del Ruth (1931)
- Play Girl, regia di Ray Enright (1932)
- The Stoker, regia di Chester M. Franklin (1932)
- Out of Singapore, regia di Charles Hutchison (1932)
- Malay Nights, regia di E. Mason Hopper (1932)
- Recluse (Ladies They Talk About), regia di Howard Bretherton e William Keighley (1933)
- What Price Decency, regia di Arthur Gregor (1933)
- Strictly Personal, regia di Ralph Murphy (1933)
- On Your Guard, regia di George Crone (1933)
- Rusty Rides Alone, regia di D. Ross Lederman (1933)
- Easy Millions, regia di Fred C. Newmeyer (1933)
- L'uomo che voglio (Hold Your Man), regia di Sam Wood (1933)
- I Love That Man, regia di Harry Joe Brown (1933)
- L'ultimo Adamo (It's Great to Be Alive), regia di Alfred L. Werker (1933)
- The Important Witness, regia di Sam Newfield (1933)
- Headline Shooter, regia di Otto Brower (1933)
- Ladies Must Love, regia di Ewald André Dupont (1933)
- Volo di notte (Night Flight), regia di Clarence Brown (1933)
- From Headquarters, regia di William Dieterle (1933)
- Il bimbo rapito (Miss Fane's Baby Is Stolen), regia di Alexander Hall (1934)
- Le armi di Eva (Fashions of 1934), regia di William Dieterle (1934)
- Orient Express, regia di Paul Martin (1934)
- Un eroe moderno (A Modern Hero), regia di Georg Wilhelm Pabst (1934)
- Black Moon, regia di Roy William Neill (1934)
- The Circus Clown, regia di Ray Enright (1934)
- Hat, Coat, and Glove, regia di Worthington Miner (1934)
- Friends of Mr. Sweeney, regia di Edward Ludwig (1934)
- Gambling, regia di Rowland V. Lee (1934)
- Reginetta della notte (Manhattan Butterfly), regia di Lewis D. Collins (1935)
- Village Tale, regia di John Cromwell (1935)
- Seduzione (The Lady in Question), regia di Charles Vidor (1940) - non accreditata
- I Want a Divorce, regia di Ralph Murphy (1940)
- Cadet Girl, regia di Ray McCarey (1941) - non accreditata
- Signora per una notte (Lady for a Night), regia di Leigh Jason (1942)
- Lone Star Ranger, regia di James Tinling (1942)
- Man of Courage, regia di Alexis Thurn-Taxis (1943)
- Ragazze in catene (Girls in Chains), regia di Edgar G. Ulmer (1943)
- The West Side Kid, regia di George Sherman (1943)